# 普爾沃湖
49°27′22″N 11°06′37″E / 49.45617°N 11.11029°E

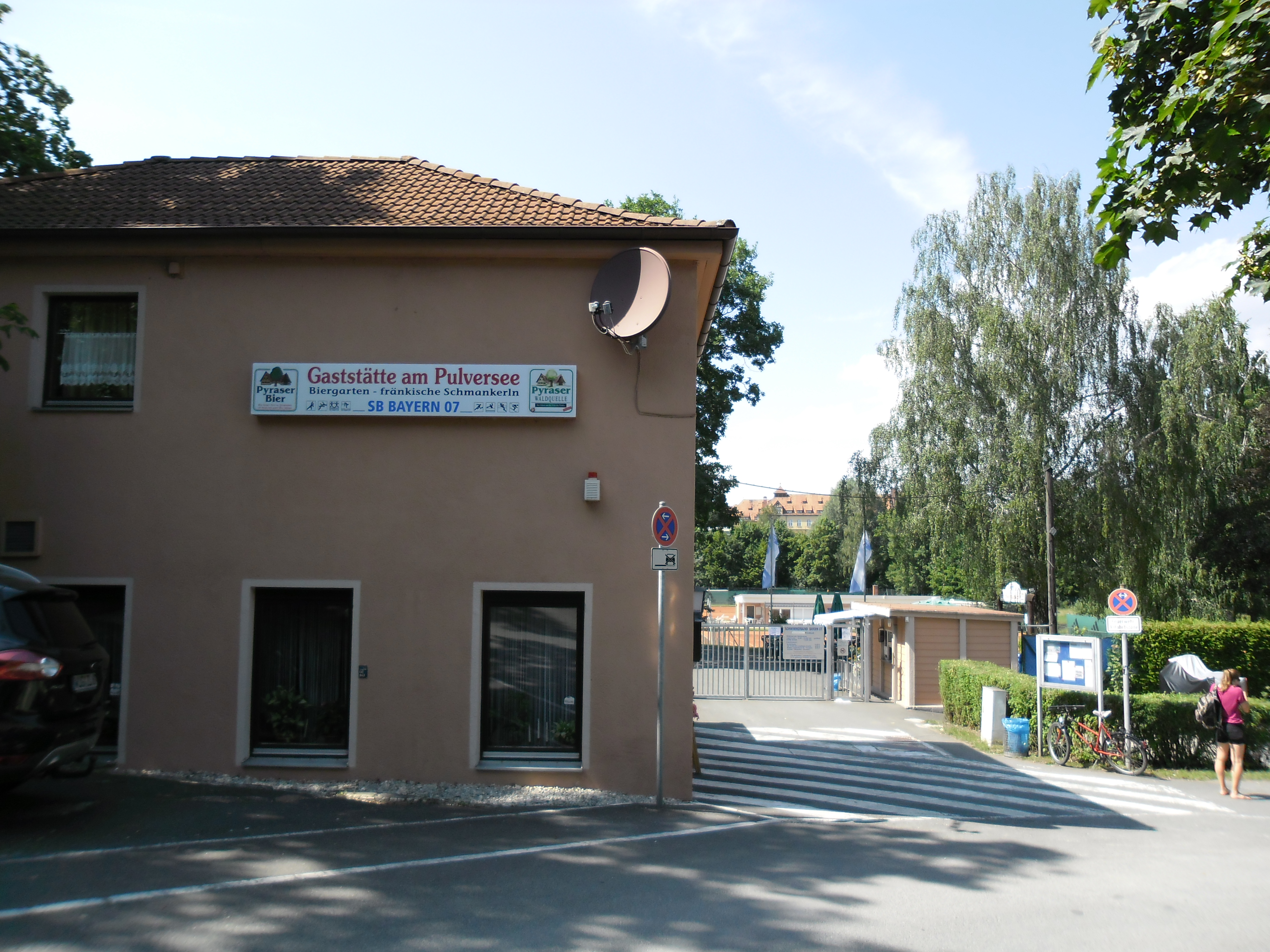

普爾沃湖（德語：Pulversee），是德國的水庫，位於該國東南部，由巴伐利亞州負責管轄，處於佩格尼茨河，落成於1810年，長0.3公里、寬0.03公里，面積0.007平方公里，海拔高度300米。